# 天主教格拉雅乌教区
天主教格拉雅烏教區（拉丁語：Dioecesis Graiahuensis），是巴西一個天主教教區，位於馬拉尼昂州中南部，屬馬拉尼昂的聖路易斯總教區。
教區前身是格拉雅烏聖若瑟自治監督區，成立於1922年2月10日，1981年8月4日升為教區。同年10月9日易名至今。
2006年有教友307,000人，佔總人口79.9%。有十二個堂區、司鐸廿一人。現任教區主教為佛朗哥·庫特爾。